# Dicksonia chamissoi
Dicksonia chamissoi là một loài dương xỉ trong họ Dicksoniaceae. Loài này được Hook. & Baker mô tả khoa học đầu tiên năm 1866.
Danh pháp khoa học của loài này chưa được làm sáng tỏ. 